# Holly, Jingles and Clyde 3D
«Holly, Jingles and Clyde 3D»  — романтична кінокомедія, що вийшла 8 травня 2017.

## Сюжет
Два незграбних ельфи, Джингл і Клайд, команда з дочкою Санта-Клауса Холлі, спробують допомогти родині Мічиган в небезпеці втратити свої ялинкові ферми.

## В ролях
- Зач Каммер — Клайд
- Ебігейл Масон — Холлі
- Стівен Ентоні Лоуренс — Джингл
- Ешлі Тісдейл — Елізабет
- Карлуччі Веянт — ельф Фліппі
- Лана Вуд — місіс Клаус
- Деніс Хаскінс — Санта Клаус
- Біл Голберт — Гас
- Beau Billingslea — Бен
- Кейсі Стро — Тара
- Ерік Ангер — Міккі
- DJ Perry — Джиммі
- Крістен Комбс — Карла
- Ден Тестер — Джим Год як Ден Вест
- ЄТеммі Стівен Тізер — Паула Гуд
- Фоб Бонд — Дрю Гуд
- Джейсон Ейрлс — ?
- Дженіфер Стоун — ?
- Ентоні Хормус — ?
- Вінсент Мартелла — ?